# North High Shoals
North High Shoals – miasto w Stanach Zjednoczonych, w stanie Georgia, w hrabstwie Oconee.